# Cleistocactus leonensis
Cleistocactus leonensis är en kaktusväxtart som beskrevs av Jens E. Madsen. Cleistocactus leonensis ingår i släktet Cleistocactus, och familjen kaktusväxter. Inga underarter finns listade i Catalogue of Life.